# Четрдесет осма — Завера и издаја
Четрдесет осма — Завера и издаја је југословенска ТВ мини-серија, снимљена у продукцији Телевизије Београд 1988. године. Аутори серије били су режисер Сава Мрмак и сценариста Радивој Цветичанин.

## Кратак садржај
Серија је снимљена поводом четрдесетогодишњице доношења Резолуције Информбироа и прати односе између руководстава Југославије и Совјетског Савеза уочи резолуције, доношење Резолуције, однос југословенског руководства и народа према Резолуцији, догађаје око Петог конгреса КПЈ и прихватање Резолуције од стране неких чланова југословенског руководства. 
У серији је оживљен велики број историјских личности, а главни актери серије су Сретен Жујовић Црни (Лазар Ристовски), члан Политбироа ЦК КПЈ, који је прихватио Резолуцију и Владо Дапчевић (Иван Шебаљ), пуковник ЈА, који је такође подржао Резолуцију и с групом других официра покушао да илегално пређе преко југословенско-румунске границе, којом приликом је погинуо генерал Арсо Јовановић (Мирко Буловић).

## Улоге
| Глумац                   | Улога                                            |
| ------------------------ | ------------------------------------------------ |
| Лазар Ристовски          | Сретен Жујовић                                   |
| Иван Шебаљ               | Владо Дапчевић                                   |
| Марко Тодоровић          | Јосип Броз Тито                                  |
| Бранислав Јеринић        | Јосиф Стаљин                                     |
| Петар Банићевић          | Вјачеслав Молотов                                |
| Миодраг Радовановић      | Амбасадор Лаврентјев                             |
| Петар Терновшек          | Едвард Кардељ                                    |
| Милан Ерак               | Милован Ђилас                                    |
| Владан Живковић          | Александар Ранковић                              |
| Славко Симић             | Моша Пијаде                                      |
| Мирко Буловић            | Арсо Јовановић                                   |
| Ирфан Менсур             | Бранко Петричевић                                |
| Илија Џувалековски       | Георги Димитров                                  |
| Ерол Кадић               | Михаил Суслов                                    |
| Боривоје Бора Стојановић | Андреј Жданов                                    |
| Борис Андрушевић         | Георге Георгију-Деж                              |
| Звонко Јовчић            | Трајчо Костов                                    |
| Мирослав Радивојевић     | Васил Коларов                                    |
| Иван Бекјарев            | Сидорович                                        |
| Милан Штрљић             | Колобанов                                        |
| Зоран Ранкић             | Благоје Нешковић                                 |
| Лидија Плетл             | Вида Томшич                                      |
| Драгослав Илић           | Иван Гошњак                                      |
| Мирољуб Лешо             | Отмар Креачић                                    |
| Марко Баћовић            | Бајић „Бајо“                                     |
| Драгана Мркић            | Иванка                                           |
| Радослав Миленковић      | Удбаш иследник                                   |
| Бошко Пулетић            | Официр из ЦК који Титу доноси пошту              |
| Даница Ристовски         | Даница Дапчевић, Владова сестра                  |
| Мирослав Бијелић         | Саветник у СКП(б)                                |
| Бранко Цвејић            | Маестро, вођа хора                               |
| Драган Максимовић        | Глумац Љуба                                      |
| Андреја Маричић          | Официр који прича са Кађом о Дапчевићу           |
| Мирослав Петровић        | Власник Мажестика                                |
| Божидар Павићевић Лонга  | Шеф протокола у Руском дому                      |
| Бранко Јеринић           | Модератор програма у Гардијском дому             |
| Предраг Тасовац          | Комшија Јеремић                                  |
| Миленко Павлов           | Милицајац                                        |
| Ђорђе Јовановић          | Мило из комитета                                 |
| Милан Богуновић          | Бркати говорник на Рејонском збору               |
| Богољуб Петровић         | Официр који је гледао „Бесмртног Кашеа“          |
| Милутин Мићовић          | Конобар у ЦК                                     |
| Столе Новаковић          | Новинар                                          |
| Богољуб Динић            | Друг Милоје из Високе школе Југословенске армије |
| Предраг Милетић          | Дежурни официр                                   |
| Никола Којо              | Војник граничар                                  |
| Ратко Танкосић           | Војник стражар у тенковској школи                |
| Рас Растодер             | Шофер Бруно                                      |
| Ненад Ненадовић          | Војник Пешић                                     |
| Бранка Секуловић         | Девојка са Дапчевићем                            |
| Милутин Јевђенијевић     | Продавац новина                                  |
| Миња Војводић            | Удбаш који приводи                               |
| Ранко Гучевац            | Затворски чувар                                  |
| Ранко Ковачевић          | Затвореник                                       |
| Мирослав Бата Михаиловић | Хориста                                          |
| Михајло Плескоњић        |                                                  |
| Гордана Леш              |                                                  |
| Тони Лауренчић           |                                                  |
| Радмила Ђурђевић         |                                                  |
| Радојко Јокшић           |                                                  |
| Зинаид Мемишевић         |                                                  |
| Мирослав Петровић        |                                                  |
| Миладин Костадиновић     |                                                  |
| Горан Црњански           |                                                  |
| Владан Илић              |                                                  |
| Радица Маринковић        |                                                  |
| Зоран Насковски          |                                                  |
| Миливоје Петровић        |                                                  |

Комплетна ТВ екипа  ▼
| Редитељ              | Сава Мрмак         | (2 еп. 1988)                              |
| Сценариста           | Радивој Цветичанин | (2 еп. 1988)                              |
| Композитор           | Варткес Баронијан  | (непознат број епизода)                   |
| Директор фотографије | Слободан Обрадовић | (непознат број епизода)                   |
| Монтажер             | Петар Путниковић   | (непознат број епизода)                   |
| Сценограф            | Слободан Рундо     | (непознат број епизода)                   |
| Уметнички директор   | Горан Живковић     | (непознат број епизода)                   |
| Костимограф          | Иванка Крстовић    | (непознат број епизода)                   |
| Одсек за шминку      | Видосава Биро      | дизајнер шминке (непознат број епизода)   |
| Одсек за шминку      | Анита Рогановић    | шминкер (непознат број епизода)           |
| Помоћник режије      | Радојко Јоксић     | помоћник редитеља (непознат број епизода) |
| Уметнички одсек      | Ања Цветковић      | сет дизајнер (непознат број епизода)      |